# Arthabaska
A Regionalidade Municipal do Condado de Arthabaska está situada na região de Centre-du-Québec na província canadense de Quebec. Com uma área de quase dois mil quilómetros quadrados, tem, segundo o censo de 2006, uma população de cerca de sessenta e cinco mil pessoas sendo comandada pela cidade de Victoriaville. Ela é composta por 24 municipalidades: 4 cidades, 11 municípios, 6 freguesias e 2 cantões e 1 aldeia.

## Municipalidades

### Cidade
- Daveluyville
- Kingsey Falls
- Victoriaville
- Warwick

### Municípios
- Chesterville
- Notre-Dame-de-Ham
- Saint-Albert
- Sainte-Anne-du-Sault
- Sainte-Clotilde-de-Horton
- Sainte-Élisabeth-de-Warwick
- Sainte-Hélène-de-Chester
- Saint-Louis-de-Blandford
- Saint-Norbert-d'Arthabaska
- Saint-Valère
- Tingwick

### Freguesias
- Saint-Christophe-d'Arthabaska
- Saints-Martyrs-Canadiens
- Saint-Rémi-de-Tingwick
- Saint-Rosaire
- Saint-Samuel
- Sainte-Séraphine

### Cantões
- Ham-Nord
- Maddington

### Aldeia
- Norbertville